# داريو شوماخر
داريو شوماخر (بالألمانية: Dario Schumacher)‏ (1 أبريل 1993 في ألمانيا - ) هو لاعب كرة قدم ألماني في مركز الوسط. لعب مع ألمانيا آخن وشالكه 04 ب.

## وصلات خارجية
- داريو شوماخر على موقع قاعدة بيانات كرة القدم.إي يو (الإنجليزية)
- داريو شوماخر على موقع بيانات كرة القدم. دي إي (الألمانية)
- داريو شوماخر على موقع Soccerway.com (الإنجليزية)
- داريو شوماخر على موقع عالم كرة القدم.نت (الإنجليزية)